# Alexandros Papagos
Alexandros Papagos (tiếng Hy Lạp: Αλέξανδρος Παπάγος; 9 tháng 12 năm 1883 – 4 tháng 10 năm 1955) là Thống chế người Hy Lạp người lãnh đạo Quân đội Hy Lạp trong Chiến tranh thế giới thứ hai và sau giai đoạn Nội chiến Hy Lạp và trở thành Thủ tướng Hy Lạp sau khi chiến thắng của ông ở cuộc bầu cử 1952. Chức vụ Thủ tướng của ông đã thể hiện rõ bởi Chiến tranh Lạnh; căn cứ quân sự của Mỹ đã được phép trên lãnh thổ Hy Lạp, một bộ máy an ninh chống Cộng mạnh mẽ và quyết liệt, và bị lãnh đạo phe Cộng sản xử bắn.